# Lauren Ridloff
Lauren Teruel (Chicago,  Estados Unidos; 6 de abril de 1978) más conocida como Lauren Ridloff, es una actriz estadounidense. Es reconocida principalmente por su interpretación de Sarah Norman en la obra de Broadway Children of a Lesser God y por su papel como Connie en la popular serie de televisión The Walking Dead a partir de su novena temporada en 2018. Recientemente formó parte del elenco de Eternals, de Marvel Studios, interpretando a Makkari, el primer superhéroe sordo del Universo cinematográfico de Marvel.

## Biografía
Lauren Ridloff nació en Chicago, Illinois en Estados Unidos. Nació sorda de padres oyentes, su padre es mexicano y su madre afroamericana. Su padre Hugo era consejero en la University of Illinois en Chicago, además de músico, y la madre de Ridloff era artista. Ridloff creció en la zona de la comunidad de Chicago de Hyde Park. Sus padres pensaban que su bebé tenía un retraso en el desarrollo, pero cuando tenía dos años, se enteraron de que era sorda. Aprendieron la lengua de señas con ella y la inscribieron en la Escuela de la Santísima Trinidad para Sordos, que ahora forma parte de la Escuela Católica Niños de la Paz, la única escuela católica para niños sordos y con problemas de audición de Chicago. Tuvo un buen rendimiento escolar. Cuando tenía 13 años, dejó de usar su voz para que la gente dejara de juzgar su inteligencia en función de su inteligibilidad vocal. Después de la escuela católica, asistió a la Model Secondary School for the Deaf en Washington D. C., donde estuvo entre compañeros sordos y con problemas de audición. Empezó a explorar las artes, comenzando con la cerámica e involucrándose en el teatro. En una producción escolar de El Mago, interpretó a Dorothy. También formó parte del equipo de animadoras y se convirtió en una de las primeras animadoras estadounidenses sordas en competir a nivel internacional.
Ridloff eligió asistir a la University of California en Northridge, una universidad con una gran población estudiantil sorda y con problemas de audición, debido a su National Center on Deafness. Mientras estaba en la universidad, se unió a un grupo local de interpretación de sordos y se inició en el baile de hip-hop. Después de graduarse en mayo de 2000, empezó a trabajar en el NCOD, donde participó en un programa para mejorar la educación postsecundaria de los estudiantes sordos y con problemas de audición. Ese mismo año, decidió competir en el concurso de Miss Deaf America de la Asociación Nacional de Sordos de Estados Unidos, inspirada por el concurso que vio dos años antes. Ganó la competición preliminar de Miss Deaf Illinois y finalmente ganó Miss Deaf America. Fue la segunda graduada consecutiva de CSUN en ganar la corona, y también fue la primera competidora de ascendencia afroamericana o mexicana en ganar el concurso. Sus actividades en el concurso incluyeron una representación en ASL del libro The Giving Tree de Shel Silverstein. Después de ganar Miss América para Sordos, comenzó un periodo de dos años asistiendo a almuerzos y ceremonias de graduación como portavoz de la NAD.
Tras graduarse en CSUN, Ridloff fue al Hunter College de Nueva York para estudiar educación con el objetivo de convertirse en autora de libros infantiles. Tras obtener su máster en Educación en 2005, comenzó a dar clases de preescolar y primer grado en la Escuela Pública 347 de Manhattan. También participó en el teatro comunitario para sordos y en trabajos cinematográficos para amigos. Se casó con Douglas Ridloff en 2006, y tienen dos hijos, ambos varones y ambos sordos. Dejó su trabajo de profesora para cuidar de los niños. La familia vive en Williamsburg, Brooklyn, un barrio de Nueva York.

## Filmografía

### Cine
| Año  | Título                                     | Rol              |
| ---- | ------------------------------------------ | ---------------- |
| 2011 | If You Could Hear My Own Tune              | Fatima           |
| 2017 | Wonderstruck                               | Pearl            |
| 2017 | Sign Gene: los primeros superhéroes sordos | Agente de la QIA |
| 2018 | The Magnificent Meyersons                  |                  |
| 2019 | Sound of Metal                             | Diane            |
| 2021 | Eternals                                   | Makkari          |

### Televisión
| Año       | Título                         | Rol    | Notas                                                                            |
| --------- | ------------------------------ | ------ | -------------------------------------------------------------------------------- |
| 2016      | Five Under Five Project        | Mom    | Episodio: "Earology"                                                             |
| 2018–2022 | The Walking Dead               | Connie | Recurrente (Temporada 9; 10 episodios) Principal (Temporada 10–11; 20 episodios) |
| 2018      | Legacies (serie de televisión) | Dragon | Episodio: "Some People Just Want to Watch the World Burn"                        |
| 2019      | New Amsterdam                  | Margot | Episodio: "Donde me gusta estar"                                                 |